# The Long Now Foundation

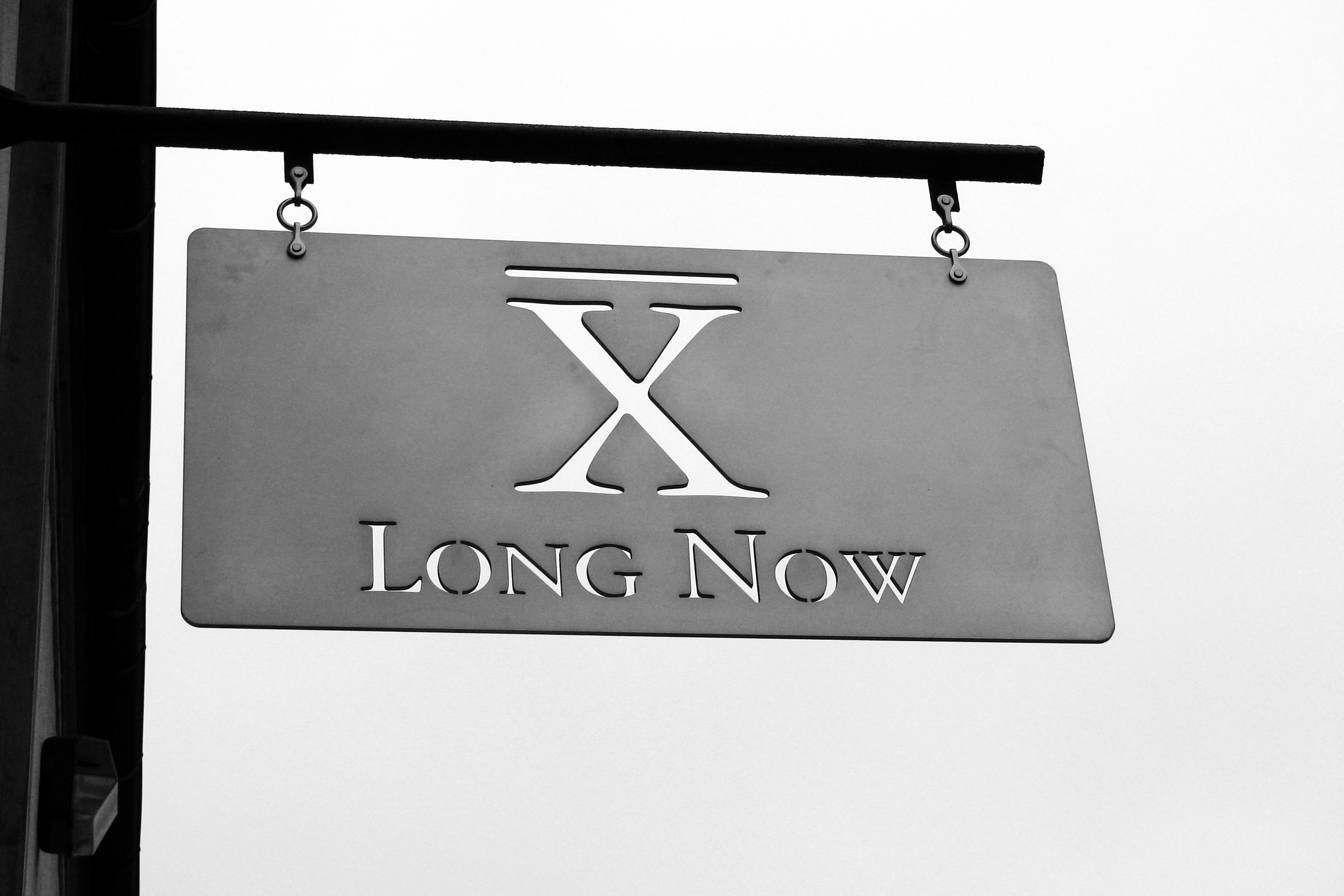
Logo der The Long Now Foundation

Die The Long Now Foundation ist eine im Jahr 1996 gegründete US-amerikanische Stiftung.
Die Stiftung führt zwei monatliche Veranstaltungsreihen durch. Die Mitschnitte der Long Now Seminars und der Conversations at The Interval werden beide als Podcast zur Verfügung gestellt.

## Ziele
Angeregt durch die allgemeine Stimmungslage im Vorfeld des Jahrtausendwechsels waren die Gründer zu der Überzeugung gelangt, dass es für das langfristige Überleben der Menschheit gut wäre, wenn ihr Blickfeld wirklich weit in die Zukunft reicht. Die The Long Now Foundation will dieses Bewusstsein in die breite Öffentlichkeit tragen. Hintergrund ist u. a. die Überlegung, dass wir bauliche und schriftliche Zeugnisse kennen, die Tausende Jahre alt sind, dass Produkte unserer heutigen Kultur solche Zeiträume aber wohl nicht überdauern werden. So meinen die Mitglieder der Foundation etwa, dass die gegenwärtigen digitalen Informationsspeicherverfahren für lange Zeiträume bei weitem nicht robust genug seien und dass überlegt werden sollte, dauerhafte Verfahren und Medien zur Bewahrung menschlichen Wissens zu entwickeln.
Zu den Mitgliedern der The Long Now Foundation gehören Danny Hillis, der Erfinder der Connection Machine, Stewart Brand und Brian Eno. Ein Roman von Neal Stephenson, Anathem, ist von den Ideen der The Long Now Foundation beeinflusst.

## Projekte
Mehrere Projekte sind bereits in Arbeit, darunter:

### Die 10.000-Jahre-Uhr
Das Projektziel der 10.000-Jahre-Uhr ist die Konstruktion eines Gangwerkes, das mit möglichst wenig menschlichen Eingriffen eine Funktionsdauer von zehntausend Jahren erreicht. Dazu muss es aus dauerhaften Materialien aufgebaut und leicht zu reparieren sein. Gleichzeitig soll die Uhr einen möglichst geringen Materialwert repräsentieren, in der Hoffnung, dass künftige Zivilisationen kein Interesse daran haben werden, die Uhr zu plündern und zu zerstören. Ihre Energiequelle sollte erneuerbar sein, aber nicht entwendet werden können. Ein Prototyp, der als Kandidat für die Uhr in Frage kommt, wurde am 31. Dezember 1999 in Gang gesetzt und befindet sich jetzt im Science Museum in London. Die Foundation hofft, die endgültige Uhr einmal in der Nähe von Ely, Nevada, bauen zu können.
Um etwaige Schwierigkeiten beim Zehntausendjahreswechsel (deca-millennium bug) zu verhindern, plädiert die Long Now Foundation dafür, Jahreszahlen mit einer führenden Null zu notieren (so wird das Gründungsjahr mit 01996 angegeben).

### Rosetta
Das Rosetta-Projekt hat zum Ziel, eintausend Sprachen zu bewahren, von denen anzunehmen ist, dass sie andernfalls in den nächsten hundert Jahren aussterben werden. Dazu gehören viele Sprachen mit nur Tausenden oder noch weniger Muttersprachlern. Weitere Sprachen sieht die Foundation durch den wachsenden Einfluss der englischen Sprache als internationales Verständigungsmittel in Wirtschaft und Kultur gefährdet. Textmuster der zu bewahrenden Sprachen sollen auf eine nickellegierte Scheibe mit zwei Zoll Durchmesser geschrieben werden. Eine „Version 1.0“ der Scheibe wurde im Herbst 2002 fertiggestellt.